# Goodyear Inflatoplane

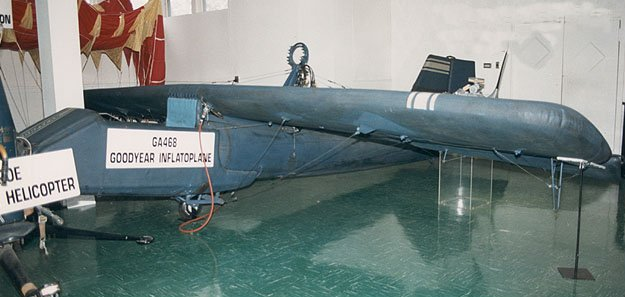
Goodyear inflatoplane в експозиції музею Смітсонівського інституту

Goodyear Inflatoplane — американський експериментальний надувний літак. Розробник — Goodyear Aircraft Company, дочірнє підприємство Goodyear Tire and Rubber Company. Замовник проєкту — армія США. Було випущено 12 літаків для льотних випробувань. 1973 р. проєкт було закрито.

## Розробка. Конструкція літака
Появу концепції гумового надувного літака можна віднести до перших експериментів з надувним гумовим планером, побудованим конструктором Тейлором Макденіелом (Taylor McDaniel) в 1930-х. У 1956 армія США замовила підприємству Goodyear проєкт надувного рятувального літака, який міг би скидатися з повітря способом парашутного десантування в жорсткому контейнері об'ємом 1,25 кубометра, і приводитися в готовність на землі за кілька хвилин. Проєкт був завершений за дванадцять тижнів. Основним матеріалом корпусу був тришаровий композит з двох шарів гуми і прокладеної між ними нейлонової мережі. Наддув конструкції в повітрі здійснювався від компресора, що працював від двигуна.
Goodyear inflatoplane випускався в двох модифікаціях. Одномісний літак, GA-468, приводився в готовність (надувалася до тиску 170 kPa) приблизно за 5 хвилин. Довжина літака становила 5,97 м, розмах крил- 6,7 м. Силова установка — двотактний двигун потужністю 40 к.с. Максимальна злітна вага — 110 кг. Запас палива — 76 літрів, що дозволяло пролетіти до 630 км з максимальною швидкістю 116 км / год. Практична стеля — до 3000 м. Злітний розбіг літака становив близько 80 метрів.
Двомісний варіант, GA-466, мав більший на 1.8 м розмах крил, злітна вага до 340 кг, швидкість — до 110 км / год., Дальність — до 443 км. Оснащувався двигуном McCulloch 4318 потужністю 60 к.с.

## Льотні випробування
Випробування проводилися на озері Wingfoot Lake, Akron, штат Огайо. В ході одного з польотів сталася катастрофа, безпосередньою причиною якої був відрив троса управління, загинув пілот лейтенант Уолліс. Програма була призупинена і остаточно закрита в 1973 р